# Louis Monnet
Louis Monnet, né le 2 mai 1831 et mort le 23 octobre 1901, est un patoisant et éditeur vaudois.

## Biographie
Originaire de Grancy près Cossonay, Louis Monnet est né dans une famille d'agriculteurs. Se destinant à l'enseignement, il suit les cours de l’école normale, mais il découvre rapidement qu'il n’est pas fait pour ce métier. Après un court séjour à Paris, comme employé de libraire, il revient à Lausanne où il ouvre une librairie et devient fonctionnaire de l’administration cantonale. 
C'est Louis Monnet, alors député au Grand Conseil, et son collaborateur Henri Renou qui créent la revue Le Conteur vaudois en 1862 à Lausanne comme organe de l'Association vaudoise des amis du patois. Consacrée à des histoires et anecdotes locales et populaires, au patois vaudois, aux innovations et développements de l'agriculture et de l'industrie, on y trouve les signatures d'écrivains vaudois connus, des pasteurs et des intellectuels (comme Alfred Cérésole et Louis Favrat). Le premier numéro du Conteur vaudois est lancé à mille exemplaires dont seulement 250 sont écoulés.
À la mort de Louis Monnet le 23 octobre 1901, les journalistes Julien Monnet, son fils, et Victor Favrat, fils de Louis, en reprennent la direction. Hebdomadaire jusqu'en 1934, la revue reçoit les dernières années le soutien financier de la Société des amis du Conteur. Après une assez longue interruption, elle reparaît mensuellement de septembre 1947 à août 1950 sous le titre Le nouveau Conteur vaudois par les soins de Jean Bron et de Robert Molles, puis comme Nouveau Conteur vaudois et romand et finalement, entre 1956 et 1968, comme Le Conteur romand, revue pour le maintien des patois et des traditions. À partir de 1964, les parutions ne cessent de s'espacer.

## Sources
- « Louis Monnet », sur la base de données des personnalités vaudoises sur la plateforme « Patrinum » de la Bibliothèque cantonale et universitaire de Lausanne.
- Journal de Genève, 1901/10/25
- Ernst Bollinger, « Louis Monnet » dans le Dictionnaire historique de la Suisse en ligne.
- J.-P. Chuard, Des journaux et des hommes, 1993, 152-158
- Noms de famille Suisses : Monnet